# الدقم (الضليعة)

'

تعديل مصدري - تعديل

الدقم هي إحدى قرى عزلة الضليعة بمديرية الضليعة التابعة لمحافظة حضرموت، بلغ تعداد سكانها 216 نسمة حسب تعداد اليمن لعام 2004.